# دهستان کمبل سلیمان
دهستان کمبل سلیمان، یکی از دهستان‌های بخش مرکزی شهرستان چابهار در استان سیستان و بلوچستان ایران است. مرکز این دهستان، روستای کمبل سلیمان است.

## جمعیت
بر پایه سرشماری عمومی نفوس و مسکن در سال ۱۳۹۵، جمعیت دهستان کمبل سلیمان برابر با ۲۴٬۷۳۵ نفر بوده‌است.